# Liste christlicher Konfessionen
Aus einer anfänglichen Einheit des Christentums haben sich tausende verschiedene christliche Glaubenstraditionen entwickelt. Die dadurch entstandenen unterschiedlichen Konfessionen werden den folgenden großen Traditionen zugeordnet:

## Ostkirchen
Diese Kirchen werden ausführlicher und vollständiger im jeweiligen verlinkten Artikel dargestellt.

### Orthodoxe Kirchen
Die orthodoxen Kirchen werden auch als Kirche der sieben Konzilien bezeichnet. Es handelt sich um rechtlich selbstständige, aber in voller Kirchengemeinschaft stehende Kirchen mit gemeinsamer, an den sieben ökumenischen Konzilien zwischen dem ersten und dem zweiten Konzil von Nicäa definierter Theologie und im Wesentlichen gemeinsamer Liturgie, aber unterschiedlichen Sprachen:
- Kirche von Konstantinopel (Ökumenisches Patriarchat von Konstantinopel)
- Autokephale Orthodoxe Kirche von ganz Albanien (Erzbistum von Albanien)
- Autokephale Orthodoxe Kirche von Alexandria und ganz Afrika (Patriarchat von Alexandria)
- Kirche von Amerika (Erzbistum von Amerika)
- Kirche von Bulgarien (Patriarchat von Bulgarien; bulgarisch-orthodoxe Kirche)
- Autokephale Orthodoxe Kirche von ganz Georgien (Patriarchat von Georgien; georgisch-apostolisch-orthodoxe Kirche)
- Autokephale Orthodoxe Kirche von ganz Griechenland (Erzbistum von Griechenland; griechisch-orthodoxe Kirche)
- Autokephale Orthodoxe Kirche von Jerusalem und ganz Palästina (Patriarchat von Jerusalem)
- Autokephale Orthodoxe Kirche von ganz Polen (Erzbistum von Polen; polnisch-orthodoxe Kirche)
- Autokephale Orthodoxe Kirche von Antiochien und dem ganzen Morgenland (Patriarchat von Antiochien; rum-orthodoxe Kirche)
- Kirche von Rumänien (Patriarchat von Rumänien; rumänisch-orthodoxe Kirche)
- Kirche von Moskau und ganz Russland (Patriarchat von Moskau und ganz Russland; russisch-orthodoxe Kirche)
- Kirche von Serbien (Patriarchat von Serbien; serbisch-orthodoxe Kirche)
- Autokephale Orthodoxe Kirche von ganz Tschechien und der Slowakei (Erzbistum von Tschechien und der Slowakei; tschechisch-slowakisch-orthodoxe Kirche)
- Kirche von Zypern (Erzbistum von Zypern; zypriotisch-orthodoxe Kirche)

Durch Abspaltungen im 20. Jahrhundert haben sich noch weitere orthodoxe Kirchen gebildet, deren Selbständigkeit und Kanonizität aber von den anderen östlich-orthodoxen Kirchen bisher nicht anerkannt wird. Zu diesen Kirchen gehören:
- Mazedonische orthodoxe Kirche
- Orthodoxe Kirche Bessarabiens
- Montenegrinisch-Orthodoxe Kirche
- Ukrainische Autokephale Orthodoxe Kirche (1919–1937)
- Ukrainische Autokephale Orthodoxe Kirche (1942–1944)
- Ukrainische Autonome Orthodoxe Kirche
- Ukrainische Autokephale Orthodoxe Kirche (1989–2018)
- Türkisch-Orthodoxes Patriarchat
- Französisch-Orthodoxe Kirche
- Abchasisch-Orthodoxe Kirche
- Kroatisch-Orthodoxe Kirche
- Moldauisch-Orthodoxe Kirche
- Belarussisch-Orthodoxe Kirche

Aus einer Spaltung der Russisch Orthodoxen Kirche im 17. Jahrhundert entstanden in einem jahrhundertelangen Prozess zahlreiche Altorthodoxe Kirchen und Gemeinschaften. Zu diesen zählen:
- Altorthodoxe Pomorische Kirche
- Orthodoxe Altritualistische Kirche
- Russisch-Orthodoxe Altritualistische Kirche
- Russisch-Altorthodoxe Kirche

### Orientalisch-orthodox
Die Monophysiten werden auch als Kirchen der drei Konzilien oder als vor- bzw. nicht-chalzedonische Kirchen bezeichnet (da sie das Konzil von Ephesos als letztes Konzil anerkennen, jedoch nicht mehr das Konzil von Chalzedon). Sie erkennen sich alle gegenseitig an und lassen Angehörige der Schwesterkirchen zu Konzelebration und Kommunion zu. Zu ihnen zählen die
- Koptisch-Orthodoxe Kirche (Ägypten),[1]
- Äthiopisch-Orthodoxe Kirche,
- Eritreisch-Orthodoxe Kirche,
- Syrisch-Orthodoxe Kirche von Antiochien, mit Malankara Syrisch-Orthodoxe Kirche,
- Malankara Orthodox-Syrische Kirche (alias: Indisch-Orthodoxe Kirche), mit Syrisch-Orthodoxe Kirche von Europa.
- Armenisch-Orthodoxe Kirche (Heilige Armenische Apostolische Orthodoxe Kirche)

### Assyrisch
Die Assyrische Kirche des Ostens erkennt nur die beiden ersten Konzilien des Christentums, nämlich das Erste Konzil von Nicäa und das Erste Konzil von Konstantinopel, an und wird deswegen auch Kirche der zwei Konzilien genannt. Sie wird oft auch als Nestorianische Kirche bezeichnet, lehnt jedoch diesen Namen als Selbstbezeichnung heute ab.

## Katholische Kirchen

### Römisch-katholische Kirche und die mit ihr verbundenen Kirchen eigenen Rechts
Die katholische Kirche besteht aus 24 eigenständigen Kirchen eigenen Rechts mit jeweils eigenen Traditionen in Liturgie, Kirchenordnung, Theologie und Frömmigkeit. Die größte Rituskirche ist die römisch-katholische Kirche, die auch lateinische Kirche genannt wird. Gemeinsames Kennzeichen ist das Jurisdiktionsprimat, die Anerkennung des Bischofs von Rom als mit besonderem Vorrang ausgestatteter Vicarius Christi. Sie haben ein eigenes Kirchenrecht: die römisch-katholische Kirche den CIC (Codex iuris Canonici) und die 23 Ostkirchen oder unierten orientalischen Kirchen den CCEO (Codex Canonum Ecclesiarum Orientalium).
Die größte und bedeutendste Teilkirche ist die lateinische Kirche, also die römisch-katholische Kirche im engeren Sinn, der der Papst als Bischof von Rom auch unmittelbar vorsteht. Für diese Teilkirche prägend ist der römische Ritus, der die liturgischen Vollzüge bestimmt. Daneben gibt es regional oder in einzelnen Orden auch weitere liturgische Riten.
Die 23 Ostkirchen erkennen den Jurisdiktionsprimat des Papstes als Bischof von Rom an und stehen untereinander sowie mit der lateinischen Kirche in Glaubens-, Gebets- und Sakramentengemeinschaft. Durch ihre östlichen Riten stehen sie in ihrer Tradition und hierarchischen Verfasstheit den orthodoxen und altorientalischen Ostkirchen nahe. In nahezu allen ostkirchlichen Traditionen gibt es katholische Rituskirchen, die gegenüber den orthodoxen und altorientalischen Kirchen jedoch meist nur eine Minderheit bilden.

### Altkatholische Kirche

#### Altkatholische Kirchen der Utrechter Union
- Altkatholische Kirche der Niederlande
- Katholisches Bistum der Alt-Katholiken in Deutschland
- Christkatholische Kirche der Schweiz
- Altkatholische Kirche Österreichs
- Altkatholische Kirche in Tschechien
- Altkatholische Kirche Kroatien
- Polnisch-Katholische Kirche in Polen
- Altkatholische Mission in Frankreich
- Altkatholische Kirche in Italien
- Altkatholische Kirche in Schweden und Dänemark

#### Unabhängige altkatholische Kirchen
Ehemalige Mitglieder der Utrechter Union
- Altkatholische Kirche der Mariaviten (bis 1924 zur Utrechter Union gehörig)
- Polnisch-Nationalkatholische Kirche (PNCC) in den Vereinigten Staaten und Kanada (bis 2003 zur Utrechter Union gehörig)
  - Nordisch-Katholische Kirche
  - Christ-Katholische Kirche
  - Polnisch-Katholische Kirche in Kanada
- Altkatholische Kirche der Slowakei (bis 2004 zur Utrechter Union gehörig)

Weitere unabhängige Altkatholische Kirchen
- Église catholique nationale, 1873–1907 in der Schweiz bestehende, französischsprachige katholische Nationalkirche
- Unabhängige Philippinische Kirche (Philippine Independent Church oder „Aglipay-Kirche“ nach ihrem Gründer Gregorio Aglipay), seit 1902 von der römisch-katholischen Kirche unabhängig, in voller Kirchengemeinschaft mit den altkatholischen Kirchen der Utrechter Union und mit der Anglikanischen Kirchengemeinschaft

#### Freie altkatholische Kirchen
- Altkatholische Kirche in Polen
- Old Catholic Church of America
- Old Catholic Church of British Columbia: Diese Kirche strebte zu Beginn des 21. Jahrhunderts die Aufnahme in die Utrechter Union der Altkatholischen Kirchen an, was jedoch im Februar 2007 scheiterte.

- Die Mitgliedskirchen (Diözesen) der The Old Catholic Church, Province of the United States (TOCCUSA), die am 24. September 2010 aus der Conference of North American Old Catholic Bishops (CNOB) hervorging:
  - Holy Cross Old Catholic Diocese of Minnesota (Bischof James Judd)
  - Old Catholic Diocese of Napa, bis 2010 Old Catholic Church in Kalifornien (Bischof Robert Fuentes)
  - Old Catholic Diocese of New England (Bischöfin Rosemary Ananis)
  - Old Catholic Diocese of Washington, D.C. (Bischof Robert Fuentes)

- Vor 2010 der CNOB angehörende Kirchen, die sich überwiegend in der Nachfolge der von Joseph René Vilatte gegründeten Amerikanisch-Katholische Kirche sehen:
  - American Apostolic Catholic Church in Michigan (Bischof Vince Lavieri), die Fortexistenz dieser Kirche nach dem Übertritt Lavieris zur United Church of Christ ist unklar
  - American Old Catholic Church in Colorado (Bischof Dan Gincig)
  - Apostolic Catholic Church in Florida (Bischof Chuck Leigh)
  - Ecumenical Catholic Communion in Kalifornien (Bischof Peter Hickman)
  - Ecumenical Catholic Church in New York (Bischof Peter Brennan)
  - Old Catholic Church in Louisiana (Bischof Allen Jimenez)

Weitere freie Altkatholische Kirchen, die über den „International Council of Community Churches (ICCC)“ dem Ökumenischen Rat der Kirchen angehören, sind:
- American Catholic Church in Kalifornien (Bischof Lou Bordisso)
- Apostolic Catholic Church in Washington (Bischof David Strong)
- Ecumenical Catholic Church in Connecticut (Bischof Lorraine Bouffard)
- Emergent Catholic Church in Arizona (Bischof Ken Young)
- Orthodox Catholic Church in Kalifornien (Bischof Donald Jolly-Gabriel)
- Orthodox Catholic Church in Massachusetts (Bischof Timothy Baymon)
- Christ Catholic Church in Quebec, Kanada (Bischof Serge Theriault)
- Eglise Catholique Gallicane in Frankreich (Bischof Dominique Philippe)
- Église Sainte Marie in Frankreich (Bischof Maurice Cantor)
- Old Catholic Church in Großbritannien (Bischof Robert McBride)
- Open Episcopal Church in Großbritannien (Bischof Jonathan Blake)
- Biserica Catolica Independenta in Rumänien (Pfarrer Don Demidoff)

Weiterhin existiert auch die Altkatholische Kirchengemeinschaft der Niederlande unter Leitung von Bischof Carolus van Osch sowie die ihm unterstehende orthodoxe katholische Gemeinde Lauterbach/Deutschland und Bregana/Kroatien.

### Weitere katholische Kirchen und Gemeinschaften
- Palmarianisch-katholische Kirche
- True Catholic Church

Unabhängige katholische Kirchen, die weder mit der römisch-katholischen Kirche noch mit den alt-katholischen Kirchen der Utrechter Union in Gemeinschaft stehen:
- Katholisch-Apostolische Kirche Brasiliens, in Brasilien 1945 gegründet. Von ihr leitet sich die Freikatholische Kirche in Deutschland her, in den Vereinigten Staaten die Old Catholic Church of the United States;
- Katholisch-Reformierte-Kirche, 1999 resp. 2001 in Österreich entstandene Gemeinschaft, mittlerweile auch in Deutschland (Hessen) vertreten.
- Chinesische Katholisch-Patriotische Vereinigung, durch staatlichen Druck von Rom gelöst.
- vielfältige, meist kleinere Gemeinschaften mit oft zweifelhaftem Rechtsstatus, vor allem in den Vereinigten Staaten, z. B.: American Old Catholic Church, Old Catholic Church of North America, Old Catholic Orthodox Church und viele mehr.
- Autokephale Kleinkirchen in katholischer Tradition (Vereinskirchen): Keltische Kirche in Deutschland, Alt-Heilig-Katholische Kirche, Neuchristen, und viele mehr.

## Anglikanische Kirchen
Die anglikanischen Kirchen nehmen eine Mittelstellung zwischen katholischen und evangelischen Kirchen ein. In einer eigenständigen Tradition vereinigen sie katholische und evangelische Glaubenselemente. Zu den Mitgliedern der anglikanischen Kirchengemeinschaft zählen unter anderem:
- Church of England, die als einzige als Staatskirche im Landesteil England des Vereinigten Königreichs organisiert ist
- Anglican Church in Aotearoa, New Zealand and Polynesia
- Anglican Church of Australia
- Anglikanische Kirche von Kanada
- Church in Wales
- Church of Ireland
- Church of Nigeria
- Episkopalkirche der Vereinigten Staaten von Amerika
- Scottish Episcopal Church

Darüber hinaus gibt es weitere Kirchen anglikanischen Ursprungs, die nicht zur Anglikanischen Kirchengemeinschaft gehören. Anders als die Methodisten, die sich nicht mehr als Anglikaner bezeichnen, sehen sich die Mitglieder dieser Kirchen weiterhin als Anglikaner. Hierzu gehören:
- Anglican Church in America
- Charismatische Episkopale Kirche
- Mar-Thoma-Kirche
- Orthodox Anglican Communion
- Reformierte Episkopalkirche
- Traditional Anglican Communion

## Evangelische Kirchen

### Waldenser
Die älteste evangelische Kirche, gegründet 1177 von Petrus Valdes als eine katholische Laiengemeinschaft. Die Waldenser wurden 1184 auf dem Konzil von Verona aus der katholischen Kirche ausgeschlossen.

### Hussiten
- Tschechoslowakische Hussitische Kirche: sich in der Tradition der Utraquisten verortend, 1920 gegründet, aus einer Reformbewegung liberaler römisch-katholischer Geistlicher und Laien hervorgegangen

### Lutheraner
Eine große Zahl lutherischer Kirchen bzw. Kirchen Augsburgischen Bekenntnisses (A.B.) ist organisiert im Lutherischen Weltbund, dem Internationalen Lutherischen Rat oder der Konfessionellen Evangelisch-Lutherischen Konferenz. Einige Beispiele sind:
- Dänemark:
  - Dänische Volkskirche
- Deutschland:
  - Dänische Kirche in Südschleswig
  - Evangelische Landeskirche in Württemberg
  - Evangelisch-Lutherische Freikirche
  - Evangelisch-Lutherische Kirche in Baden
  - Selbständige Evangelisch-Lutherische Kirche
  - Vereinigte Evangelisch-Lutherische Kirche Deutschlands
- Finnland:
  - Evangelisch-Lutherische Kirche Finnlands
- Frankreich:
  - Evangelisch-Lutherische Kirche von Frankreich
- Island:
  - Isländische Staatskirche
- Israel:
  - Evangelisch-Lutherische Kirche in Jordanien und im Heiligen Land
  - Lutherische Gemeinde der Norwegischen Israelmission
- Kanada:
  - Evangelisch-Lutherische Kirche in Kanada
  - Lutherische Kirche - Kanada
- Namibia:
  - Evangelisch-Lutherische Kirche in Namibia (DELK)
- Norwegen:
  - Norwegische Kirche
- Österreich:
  - Evangelische Kirche A.B. in Österreich
- Polen:
  - Evangelisch-Augsburgische Kirche in Polen
- Rumänien:
  - Evangelische Kirche A. B. in Rumänien
  - Evangelisch-Lutherische Kirche in Rumänien
- Russland:
  - Evangelisch-Lutherische Kirche Europäisches Russland
- Schweden:
  - Schwedische Kirche
- Südafrika:
  - Evangelisch-Lutherische Kirche im Südlichen Afrika
  - Evangelisch-Lutherische Kirche in Südafrika (Kap)
- Tansania:
  - Evangelisch-Lutherische Kirche in Tansania
- USA:
  - Evangelisch-Lutherische Kirche in Amerika
  - Lutherische Kirche – Missouri-Synode

### Reformierte
- Australien:
  - Christian Reformed Churches of Australia
- Deutschland:
  - Bund Evangelisch-reformierter Kirchen Deutschlands
  - Evangelisch-altreformierte Kirche in Niedersachsen
  - Evangelisch-reformierte Kirche (Landeskirche)
  - Lippische Landeskirche
  - Niederländisch reformierte Gemeinde zu Wuppertal Elberfeld
  - Reformierter Bund
  - Remonstrantisch-Reformierte Kirchengemeinde in Friedrichstadt
- Frankreich:
  - Reformierte Kirche von Frankreich
- Großbritannien:
  - United Reformed Church
- Niederlande:
  - Liste der niederländischen reformierten Kirchen
- Nordamerika:
  - Christian Reformed Church in North America
  - Protestant Reformed Churches in America
  - United Reformed Churches in North America
- Österreich:
  - Evangelische Kirche Helvetischen Bekenntnisses in Österreich
- Schweiz:
  - Evangelisch-reformierte Kirchen der Schweiz, aus dem Calvinismus entstanden
- Ungarn:
  - Reformierte Kirche in Ungarn
- USA:
  - Reformed Church in America
  - Reformed Church in the United States

#### Presbyterianer
- Ägypten:
  - Koptische Evangelische Kirche
- Ghana:
  - Evangelical Presbyterian Church Ghana
- Irak/Iran:
  - Assyrisch-evangelische Kirche
- Irland:
  - Non-Subscribing Presbyterian Church of Ireland
  - Presbyterian Church in Ireland
- Kamerun:
  - Presbyterianische Kirche in Kamerun
- Kanada:
  - Presbyterian Church in Canada
- Neuseeland:
  - Presbyterian Church of Aotearoa New Zealand
- Nigeria:
  - Presbyterian Church of Nigeria
- Schottland:
  - Church of Scotland
  - Free Church of Scotland
  - United Free Church of Scotland
- Südkorea:
  - Presbyterian Church of Korea
- USA:
  - Cumberland Presbyterian Church
  - Presbyterian Church in America (zweitgrößte presbyterianische Kirche in den Vereinigten Staaten)
  - Presbyterian Church (U.S.A.) (größte presbyterianische Kirche in den Vereinigten Staaten)

### Täufer
Internationaler mennonitischer Zusammenschluss ist die Mennonitische Weltkonferenz, der allerdings nur ein Teil der folgend genannten Kirchen angehört.
- Deutschland:
  - Arbeitsgemeinschaft Mennonitischer Brüdergemeinden
  - Arbeitsgemeinschaft Mennonitischer Gemeinden
  - Bund Taufgesinnter Gemeinden
  - Unabhängige russlandmennonitische Gemeinden
- Österreich:
  - Mennonitische Freikirche Österreich
- Schweiz:
  - Konferenz der Mennoniten der Schweiz
- Amerikanischer Doppelkontinent
  - Amische
  - Brethren in Christ
  - Hutterer
  - Mennoniten alter Ordnung
  - Schwarzenauer Brüder
- Weltweit
  - Bruderhöfer
  - Bund Evangelischer Täufergemeinden
  - Mennoniten
  - Mennonitische Brüdergemeinden
  - Russlandmennoniten

### Baptisten
Weltweit sind nationale bzw. regionale Bünde der Baptisten im Baptistischen Weltbund (BWA) zusammengeschlossen.
- Deutschland:
  - Bund Evangelisch-Freikirchlicher Gemeinden
- Österreich:
  - Bund der Baptistengemeinden in Österreich
- Schweiz:
  - Bund Schweizer Baptistengemeinden
- USA:
  - American Baptist Churches USA
  - Southern Baptist Convention (2004 aus dem Baptistischen Weltbund ausgetreten)

Über die hier genannten Beispiele hinaus siehe Liste baptistischer Kirchen.

### Pietisten
Der Pietismus ist keine Konfession im engeren Sinne, sondern eine über-konfessionelle Reformbewegung, die beispielsweise sowohl in lutherischen als auch reformierten Kirchen zum Tragen kam, zum Teil aber auch selbst kirchenbildend wirkte.
- Bund Evangelikaler Gemeinden in Österreich
- Bund Freier evangelischer Gemeinden in Deutschland
- Chrischona International
- Gemeinde für Christus
- Freie Evangelische Gemeinden in der Schweiz
- Herrnhuter Brüdergemeine
- Inspirierte
- Landeskirchliche Gemeinschaft
  - Evangelischer Gnadauer Gemeinschaftsverband
- Schwarzenau Brethren
- Vereinigung Freier Missionsgemeinden

### Methodistische und Wesleyanische Kirchen
- African Methodist Episcopal Church
- African Methodist Episcopal Zion Church
- Christian Methodist Episcopal Church
- Evangelisch-methodistische Kirche (United Methodist Church)
- Heilsarmee[2]
- Kirche des Nazareners
- Methodist Church of Great Britain

### Evangelisch-Unierte
Durch den Zusammenschluss vorwiegend von lutherischen und reformierten Kirchen sind seit Beginn des 19. Jahrhunderts die unierten evangelischen Kirchen entstanden:
- Australien:
  - Uniting Church in Australia
- Deutschland:
  - Union Evangelischer Kirchen
- Frankreich:
  - Union Protestantischer Kirchen von Elsass und Lothringen
- Kanada:
  - United Church of Canada
- Niederlande:
  - Protestantische Kirche in den Niederlanden
- Südamerika:
  - Evangelische Kirche am La Plata
- Tschechien:
  - Evangelische Kirche der Böhmischen Brüder
- USA:
  - United Church of Christ

### Restoration Movement/Erweckungsbewegung
- Christian Church (Disciples of Christ)
- Gemeinden Christi
- Internationale Gemeinden Christi

### Evangelikale
- Weltweite Evangelische Allianz
- Deutsche Evangelische Allianz

### Adventisten
- Freikirche der Siebenten-Tags-Adventisten
- Gemeinschaft der Siebenten Tags Adventisten Reformationsbewegung
- Internationale Missionsgesellschaft der Siebenten-Tags-Adventisten, Reformationsbewegung

### Brüderbewegung
- Deutschland:
  - Christusforum Deutschland: Brüdergemeinden im Bund Evangelisch-Freikirchlicher Gemeinden (BEFG)
  - Blockfreie Brüdergemeinden
  - Freier Brüderkreis
  - Geschlossene Brüder

### Pfingstbewegung
- Assemblies of God
- Bund Freikirchlicher Pfingstgemeinden
- Congregação Cristã no Brasil
- Elim-Gemeinden
- Gemeinde Gottes
- Gemeinde der Christen Ecclesia
- Mülheimer Verband Freikirchlich-Evangelischer Gemeinden (ältester deutscher Pfingstverband)
- Wort-des-Glaubens-Bewegung
- Schweiz:
  - BewegungPlus
  - Schweizerische Pfingstmission

### Weitere evangelische Konfessionen
- Anskar-Kirche
- Armenisch-Evangelische Kirche (Deutschland)
- Calvary Chapel
- Freikirchlicher Bund der Gemeinde Gottes
- Gemeinde Gottes (Wiederherstellung)
- Gemeinschaft Evangelikal-Episkopaler Kirchengemeinden (Konvergenzkirche die versucht katholische, evangelisch-evangelikale und pfingstlich-charismatische Elemente zu verbinden)[3]
- International Christian Fellowship
- Jesus Freaks
- Schwenkfelder (sechs Gemeinden in Pennsylvania)
- Shaker (Gelten als kleinste existierende christliche Konfession. Es gibt zurzeit noch eine Gemeinde in Sabbathday Lake, Maine, mit zwei Mitgliedern)
- Universalisten, Teile der Universalisten haben sich mit den Unitariern vereinigt und zum Teil vom Christentum gelöst
- Vineyard
- Weltweite Kirche Gottes
- Zion Christian Church (in Afrika und Großbritannien)

## Apostolische Kirchen und Religionsgemeinschaften

### Vereinigung Apostolischer Gemeinden
- Apostolic Church of Queensland
- Apostolic Church of South-Africa - Apostle Unity
- Apostolische Gemeinschaft
  - Reformiert-Apostolischer Gemeindebund schloss sich 1994 mit der Apostolischen Gemeinschaft zusammen.
- Gemeente van Apostolische Christenen
- Vereinigung Apostolischer Christen

### Hersteld Apostolische Zendingkerk
- Hersteld Apostolische Zendingkerk
- Hersteld Apostolische Zendingkerk II
- Hersteld Apostolische Zendingkerk – Stam Juda

### Andere Apostolische Gemeinschaften
- Apostelamt Jesu Christi
  - Gemeinschaft der Apostel Jesu Christi
- Apostelamt Juda
- Apostolische Gemeinde Wiesbaden
  - Apostolischer Gemeindebund
- Apostolische Gemeinde des Saarlandes
- Bund apostolischer Gemeinden
- Het Apostolisch Genootschap

## Von der russisch-orthodoxen Kirche abgespaltene Gruppen (Altgläubige)
- Duchoborzen
- Molokanen
- Subbotniki

## Nichttrinitarier oder Antitrinitarier
- Christadelphian
- Church of God General Conference
- Christliche Wissenschaft
- Gemeinde Gottes des siebenten Tages
- Kirche des Allmächtigen Gottes
- Non-Subscribing Presbyterian Church of Ireland, historisch handelte es sich um englische, schottische und irische Presbyterianer, welche im 18. Jahrhundert die „Subscription“ (Unterschrift) unter die Westminster Confession ablehnten
- Tempelgesellschaft
- Unitarier, neben christlich orientierten Unitariern gibt es humanistisch orientierte Unitarier
- Vereinigungskirche

### Bibelforscherbewegung
- Ernste Bibelforscher
- Freie Bibelforscher
- Laien-Heim-Missionsbewegung
- Zeugen Jehovas

### Liberalprotestanten
Die liberalprotestantischen Kirchen sind im „Internationalen Bund für Freies Christentum“ zusammengeschlossen, der heute dem Internationalen Bund für Religiöse Freiheit (IARF) angehört.

### Mormonentum
- Apostolic United Brethren
- Fundamentalistische Kirche Jesu Christi der Heiligen der Letzten Tage (FLDS)
- Gemeinschaft Christi (CofChrist)
- Kirche Christi mit der Elias-Botschaft
- Kirche Christi (Temple Lot)
- Kirche Jesu Christi (Bickertoniten)
- Kirche Jesu Christi (Cutleriten)
- Kirche Christi (Fettingiten)
- Wiederhergestellte Kirche Christi
- Kirche Jesu Christi der Heiligen der Letzten Tage (LDS)

## Dissenter
- Countess of Huntingdon’s Connexion
- Quäker
  - Friends General Conference (liberal-theologischer Zweig)
  - Friends United Meeting (pastoral, eher konservativer Zweig)
  - Evangelical Friends International (stark biblisch-evangelikal 'christozentrischer' Zweig)

## Historische Gruppen
- Adamiten
- Arianer
- Barrowists
- Behmenists
- Bogomilen
- Brownists
- Deutschkatholiken
- Donatisten
- Enthusiasts
- Familists
- Fifth Monarchy Men
- Gallikaner
- Grindletonians
- nach Jan Hus:
  - Kalixtiner
  - Böhmische Brüder
  - Hussiten
    - Orebiten
    - Taboriten
- Hugenotten (siehe aber auch Reformierte Kirche von Frankreich)
- Independents
- Iroschottische Kirche (siehe auch Keltische Kirche)
- Katharer
- Congregationalists bzw. Kongregationalisten
- Levellers
- Lollarden
- Monotheleten
- Montanisten
- Muggletonians
- Mystiker
  - Amalrikaner
  - Brüder und Schwestern des freien Geistes
- Patarener
- Paulikianer
- Philadelphians
- Puritaner
- Sabbatarians
- Seekers
- Semi-Pelagianer
- Sozinianer
- True Levellers bzw. Diggers
- Zioniten